# Delta One
Delta One est un terme en finance de marché pour désigner une activité concernant les produits dérivés dont le prix varie à peu près à la même amplitude que son sous-jacent, avec ou sans effet de levier.
Le Delta désigne la sensibilité du produit dérivé, c'est-à-dire sa variation de prix par rapport à celui de son sous-jacent.
Si le Delta égale 1, alors les prix du produit dérivé et de son sous-jacent varient dans le même sens avec la même amplitude.
Le delta s'utilise d'abord pour les options, mais la spécificité Delta One a été utilisée pour les contrats à terme dont la variation n'est pas si différente de leur sous-jacent. Ces contrats à terme, aussi dénommés « futures », évoluent principalement en fonction du prix sous-jacent et des taux d'intérêt. Si le CAC 40 progresse de 1 %, le contrat future CAC 40 avancera environ entre 0,9 % et 1,1 %. Leur delta approchera alors de 1 d'où « Delta One ».

## Utilisation
La gestion en delta a pour objectif de couvrir une position. Par exemple, le trader vend des options sur un indice et achète un contrat à terme sur le même indice. Ou encore, il peut céder un contrat à échéance juin et prendre un contrat sur le même indice, mais à échéance mars. L'important est d'avoir un ou des instruments de couverture très bien corrélés à la position initiale.
En spéculation, le trader cherche à gagner de l'argent en arbitrant le contrat à terme et le panier d'actions sous-jacentes correspondant.